# Osman López
Osman López (30 juli 1970) is een voormalig profvoetballer uit Colombia. Hij speelde als centrale verdediger gedurende zijn carrière, en kwam uit voor onder meer Millonarios, Deportes Tolima en Olimpia Asunción.

## Interlandcarrière
López, bijgenaamd El Fosforito, speelde acht officiële interlands voor Colombia in de periode 1996-1998. Onder leiding van bondscoach Hernán Darío Gómez maakte hij zijn debuut op 1 september 1996 in de WK-kwalificatiewedstrijd tegen Chili (4-1) in Barranquilla, net als zijn clubgenoot John Mario Ramírez. Hij verving Luis Quiñónez in dat duel na 57 minuten.
| Interlands van Osman López | Interlands van Osman López | Interlands van Osman López | Interlands van Osman López | Interlands van Osman López | Interlands van Osman López |
| №                          | Datum                      | Wedstrijd                  | Uitslag                    | Competitie                 | Goals                      |
| -------------------------- | -------------------------- | -------------------------- | -------------------------- | -------------------------- | -------------------------- |
| 1                          | 1 september 1996           | Colombia – Chili           | 4 – 1                      | WK-kwalificatie            | 0                          |
| 2                          | 9 oktober 1996             | Ecuador – Colombia         | 0 – 1                      | WK-kwalificatie            | 0                          |
| 3                          | 23 november 1996           | Zuid-Korea – Colombia      | 4 – 1                      | Vriendschappelijk          | 0                          |
| 4                          | 15 december 1996           | Venezuela – Colombia       | 0 – 2                      | WK-kwalificatie            | 0                          |
| 5                          | 8 februari 1997            | Colombia – Slowakije       | 1 – 0                      | Vriendschappelijk          | 0                          |
| 6                          | 2 april 1997               | Paraguay – Colombia        | 2 – 0                      | WK-kwalificatie            | 0                          |
| 7                          | 30 april 1997              | Colombia – Peru            | 0 – 1                      | WK-kwalificatie            | 0                          |
| 8                          | 29 maart 1998              | Colombia – Paraguay        | 1 – 1                      | Vriendschappelijk          | 0                          |